# ريما الشامخ
ريما حامد مطر الشامخ مذيعة سعودية عرفت بظهوها كمذيعة ومقدمة برامج على قناة الإخبارية السعودية. كثيرون يعتبرونها فتحت باب التغطية الميدانية أمام الإعلاميات السعوديات، إذ تعد من أوائل الإعلاميات المهتمات بالشأن السياسي وندوات الحوار الوطني السعودي.

## النشأة
نشأت من أسرة نجدية تنحدر من محافظة القريات ويعود أصلها إلى فخذ المصاليخ من قبيلة عنزة. درست الشامخ المراحل الأولى والأخيرة من تعليمها في مدينة جدة. تخرجت من جامعة الملك عبد العزيز في عام 1997.

## سيرتها المهنية
عملت محررة أخبار في صحيفة الاقتصادية، ولفتت الأنظار رغم قصر تجربتها، ثم انتقلت للإعلام المرئي في قناة الإخبارية الفضائية في بداية إطلاقها لتقدم في أول ظهور لها موجز نشرة الأخبار، قبل أن تستقل ببرنامجها «برسم الصحافة» الذي تطرق إلى أبرز قضايا المجتمع السعودي.
شاركت في دور قصير في مسلسل أبو شلاخ البرمائي الذي صور في الرياض سنة 2006، وقدمت الشامخ دور مذيعة في قناة الإخبارية تلتقي ب (أبو شلاخ ) للتعليق على الأحداث السياسية والاجتماعية. فازت ريما الشامخ بجائزة الجمعية السعودية للإعلام والاتصال في فئة البرامج الوثائقية.

## الحياة الشخصية
تزوجت الصحفي محمد التونسي ولها منه ولدين. تعرضت لوعكة صحية يوم الثلاثاء 20 فبراير 2007، أثناء إجرائها لحوار مباشر مع السفير البريطاني شيرارد كوبر كول في برنامجها «برسم الصحافة» الذي يعرض على قناة الإخبارية. نقلت على الفور إلى مدينة الملك فهد الطبية في مدينة الرياض، وشخص الأطباء حالتها بإصابتها بجلطة دماغية.